# Propagande japonaise durant la Seconde Guerre mondiale

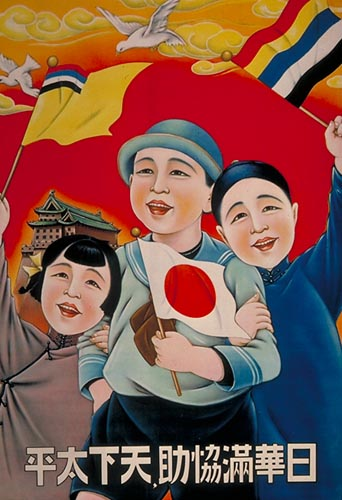
Affiche du Manchukuo encourageant l'harmonie entre les Japonais, les Chinois et les Mandchou. La légende dit : « Avec l'aide du Japon, de la Chine et du Mandchoukouo, le monde peut être en paix ». Les drapeaux représentés sont, de gauche à droite : le Drapeau du Mandchoukouo; le drapeau du Japon et le drapeau à cinq couleurs.

La propagande japonaise durant la Seconde Guerre mondiale est conçue pour aider le gouvernement japonais au pouvoir durant cette période. Bon nombre de ses éléments sont la prolongation des éléments de l'expansionnisme du Japon Shōwa d'avant-guerre, comprenant les principes du kokutai, du hakkō ichiu et du bushidō. De nouvelles formes de propagande sont développées pour persuader les pays occupés des avantages de la sphère de coprospérité de la grande Asie orientale, pour saper le moral des troupes américaines, pour contrer les accusations d'atrocités japonaises et présenter au peuple japonais la guerre comme victorieuse. Cela commence avec la seconde guerre sino-japonaise qui aboutit à la Seconde Guerre mondiale. Cette propagande utilise une grande variété de médias pour faire passer ses messages.

## Nature de la propagande japonaise
La propagande est habituellement définie comme une information biaisée visant à promouvoir une cause ou une opinion politique. En ce sens, la propagande japonaise ne diffère pas de la propagande des autres nations. Elle présente cependant quelques éléments qui lui sont spécifiques dont par exemple la dimension nationaliste. La propagande japonaise en temps de guerre est, de façon similaire à celle de l'Allemagne Nazie, une réaction contre la domination culturelle occidentale, et particulièrement anglo-saxonne. Les tenants de cette propagande considèrent qu'ils offrent une façon de vivre opposée à l'impérialisme occidental. Ils représentent l'Occident, et en particulier le monde anglo-saxon, comme décadent et faible et proposent à la place une approche japonaise et asiatique de la vie. Un aspect particulier de la propagande japonaise est qu'elle est extrêmement nationaliste et qu'il est difficile pour les diverses nations de l'Asie de sentir qu'elles appartiennent vraiment au nouvel ordre mondial qu'offre le Japon. Un autre aspect est l'idée de pan-asianisme qui n'est jamais mis en avant aussi complètement que l'est l'aspect nationaliste. Pour cette raison, la propagande japonaise n'a jamais autant de succès que la propagande américaine avec son message de démocratie universelle ouverte (en théorie) à tout le monde.
La propagande japonaise en temps de guerre est diffusée au moyen des films, des magazines et des journaux, de la radio, des livres, des dessins animés et du système éducatif.

## Films
La loi sur le cinéma de 1939 décrète un « développement sain de l'industrie » qui interdit les films sexuellement frivoles et les questions sociales.
Au lieu de cela, les films doivent élever la conscience nationale, présenter la situation nationale et internationale de façon appropriée et par ailleurs aider au « bien public ».
L'utilisation de la propagande pendant la Seconde Guerre mondiale est étendue et de grande envergure, mais peut-être la forme la plus efficace de propagande utilisée par le gouvernement japonais est-elle le cinéma. Les films japonais sont souvent destinés à un public beaucoup plus large par rapport aux films américains de la même époque.
En Chine, l'utilisation de films de propagande par le Japon est massive. Après l'invasion japonaise de la Chine, les salles de cinéma sont parmi les premiers établissements à être rouverts. La plupart des matériaux présentés sont des bobines d'actualités de guerre, des films japonais ou des courts métrages de propagande appariés avec des films traditionnels chinois. Les films sont également utilisés dans d'autres pays d'Asie conquis, avec habituellement le thème du Japon comme sauveur de l'Asie contre les tyrans occidentaux ou parlent de l'histoire des relations amicales entre les pays avec des films tels que « Le Japon que vous ne connaissez pas »,.
La Chine est un sujet de prédilection des cinéastes japonais parce que la guerre a déjà eu lieu pendant plusieurs années avant que soit entamée l'expansion vers d'autres pays. Parmi ces films, la plupart se déroulent sur le front chinois et beaucoup mettent en scène une histoire d'amour entre un officier japonais et une femme chinoise. Cela peut être un moyen pour les japonais de démontrer leur bonne volonté envers la Chine et donc envers la grande sphère des nations conquises d'Asie.
Plusieurs types de « films de politique nationale » ou films de propagande sont utilisés dans la Seconde Guerre mondiale dont les films représentant les soldats au front, les films d'espionnage et les films historiques. Les films de combat donnent souvent une représentation vague de l'ennemi, peut-être parce que le Japon a la tâche monumentale de non seulement susciter l'appui de son propre peuple mais aussi de ceux qu'il a conquis. Sans le soutien des peuples qu'il a vaincus, la guerre du Japon s'en ressentirait. Les films d'espionnage, contrairement aux films de combat, définissent clairement l'ennemi représenté comme paresseux, négligé et cupide. Le monde occidental est dépeint comme trop indulgent et prodigue. Les cinéastes japonais utilisent des techniques similaires à celles des propagandistes américains en utilisant les préjugés et la xénophobie comme outils. Les films d'espionnage sont plus largement utilisés après que la guerre totale a été déclarée aux pays occidentaux comme l'Angleterre et l'Amérique. Les films historiques sont utilisés comme éléments de fierté nationale et pour aider le peuple japonais à prendre conscience de l'importance de la tradition. Une sous-catégorie du film historique est le film de samouraï. Les thèmes utilisés dans ces films sont l'auto-sacrifice et l'honneur de l'empereur. Les films japonais n'hésitent pas à utiliser la souffrance et représentent les troupes comme les opprimées. Cela a pour effet de faire paraître le Japon comme victime, incitant à une plus grande sympathie de son public. Les éléments de propagande illustrent aussi souvent le peuple japonais comme pur et vertueux et le dépeignent comme supérieur à la fois du point de vue raciste et moral. La guerre est présentée comme permanente et n'est généralement pas expliquée de manière adéquate.
Dans les premiers stades de la guerre avec la Chine, un film réaliste comme « Les Cinq scouts » est possible qui dépeint la guerre sans nationalisme, mais comme la grande guerre approche, le ministère de l'Intérieur exige plus de patriotisme et avec Pearl Harbor, des « thèmes de politique nationale » ou « thèmes guerriers ».
- Momotarō no Umiwashi
- Momotarō: Umi no Shinpei
- Le Plus Beau

## Magazines et journaux
Les magazines soutiennent la guerre depuis le début de la Seconde Guerre sino-japonaise avec des histoires d'héroïsme, de contes de veuves de guerre et des conseils pour s'adapter.

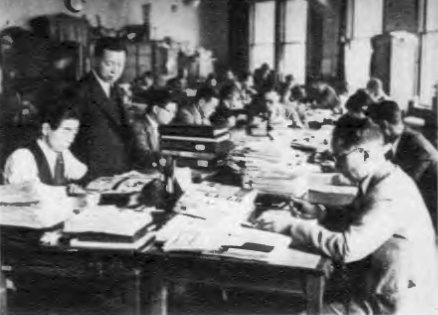
Censeurs gouvernementaux au travail.

Après l'attaque de Pearl Harbor, le contrôle se resserre, aidé par le patriotisme de nombreux journalistes. Les responsables de la propagande disent aux magazines que la cause de la guerre est le désir égoïste de l'ennemi de dominer le monde et ordonnent, sous le couvert de demandes, de promouvoir un sentiment anti-américain et anti-britannique. Lorsque Jun'ichirō Tanizaki commence à publier en feuilleton son roman Sasameyuki, histoire nostalgique de la vie familiale d'avant-guerre, les éditeurs de Chūōkōron sont avertis que cette publication ne contribue pas à l'esprit de guerre nécessaire. Malgré le passé littéraire de Tanizaki qui présente l'occidentalisation et la modernisation comme des facteurs de corruption, un conte « sentimental » de « vie familiale bourgeoise » n'est pas acceptable. Craignant de perdre ses fournitures de papier, l'éditeur interrompt la publication du feuilleton en juillet 1944. Un an plus tard, Chūōkōron et Kaizō sont obligés de se saborder « volontairement » après que la police ait extorqué par la violence des confessions de membres « communistes » du personnel.
Les journaux s'adjoignent des chroniqueurs afin de stimuler la ferveur martiale. Les magazines reçoivent l'ordre de publier des slogans militaristes. Un article intitulé « L'Américanisme comme ennemi » dit que les Japonais devraient étudier le dynamisme américain, qui découle de sa structure sociale, ce qui est pris comme une louange bien que l'éditeur a ajouté « comme ennemi » dans le titre. En conséquence, le numéro dans lequel est paru l'article est retiré de la vente.

## Dessins

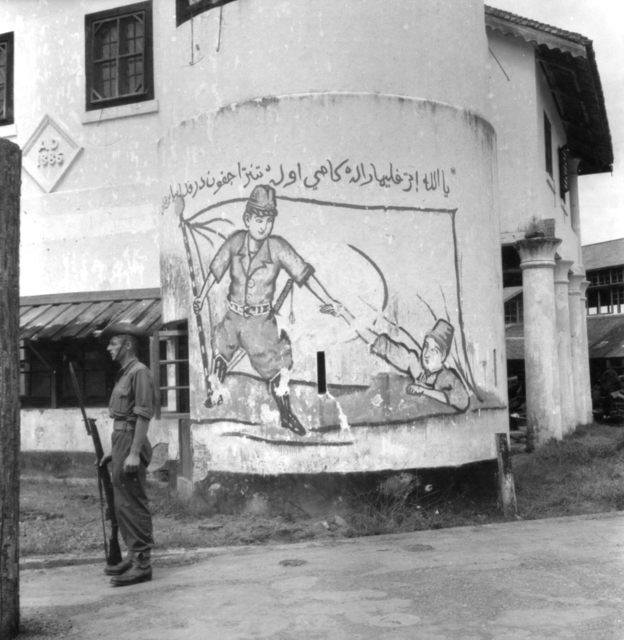
Propagande japonaise en jawi dans la ville de Kuching à Sarawak après la prise de la ville par les forces australiennes.

Les caricaturistes fondent une association patriotique destinée à promouvoir l'esprit de combat, à attiser la haine de l'ennemi et à encourager les gens à économiser. Ils sont aussi utilisés pour produire des documents d'information, instruire les populations occupées ainsi que les soldats sur les pays qu'ils occupent.

## Livres
Le Shinmin no michi ou « Voie des sujets » décrit ce à quoi les Japonais doivent aspirer et représente la culture occidentale comme corrompue.
Le livret « Lisez ceci et la guerre est gagnée », imprimé pour être distribué dans l'armée, aborde non seulement les conditions tropicales de combat mais aussi les raisons de la lutte de l'armée. Le colonialisme est représenté par un petit groupe de colons qui vivent dans le luxe et placent de lourds fardeaux sur les Asiatiques. Parce que les liens du sang les relient aux Japonais, et les Asiatiques ont été affaiblis par le colonialisme, c'est le rôle du Japon d'en « faire de nouveau des hommes ».

### Manuels
Le ministère de l’Éducation, dirigé par un général, publie des manuels de propagande. La surveillance militaire de l'éducation est intense, avec des agents qui arrivent à tout moment pour inspecter les classes et parfois réprimandent l'instructeur devant les élèves.
De même, les manuels sont révisés en Chine occupée afin d'instruire les enfants chinois à propos des héroïques personnages japonais.

### Éducation
Même avant la guerre, l'éducation militaires traite la science comme une façon d'enseigner que les Japonais sont une race moralement supérieure et que l'histoire est la fierté du Japon qui est non seulement la nation la plus splendide, mais la seule splendide.
Après l'attaque de Pearl Harbor, les écoles primaires sont renommées « écoles nationales » et chargées de produire des « enfants de l'empereur » qui se sacrifieront pour la nation; Les enfants vont à l'école au pas de marche et la moitié de leur temps est consacré à l'endoctrinement sur la fidélité à l'empereur et la frugalité, l'obéissance, l'honnêteté et la diligence; Les enseignants sont chargés d'enseigner la « science japonaise » basée sur la « voie impériale », ce qui les empêche d'évoluer relativement à leurs prétentions à une descente divine. Les étudiants reçoivent une éducation plus physique et sont assujettis à des services communautaires. Les compositions, les dessins, la calligraphie et les spectacles sont basés sur des thèmes militaires. Ceux qui quittent l'école après six ans sont tenus de fréquenter l'école du soir pour l'histoire et l'éthique du Japon, la formation militaire pour les garçons et l'économie domestique pour les filles.
Tandis que la guerre continue, les enseignants mettent davantage l'accent sur le destin des enfants comme futurs guerriers. Quand un enfant a le mal de l'air sur une balançoire, un professeur lui dit qu'il ne sera pas un bon pilote de chasse. On montre aux élèves des caricatures d'Américains et de Britanniques pour les instruire sur leur ennemi.
Les filles diplômées à Okinawa entendent un discours de leur directeur sur la façon dont elles doivent travailler dur pour éviter de faire honte à l'école avant d'être intronisées au sein du Corps des étudiantes pour exercer comme infirmières.

### Radio
Les actualités doivent être des communiqués officiels de l'État, lus exactement, et tandis que la guerre en Chine se poursuit, même les programmes de divertissement abordent les conditions de guerre.
L'annonce de la guerre est faite par radio, bientôt suivie d'une allocution du Premier ministre Hideki Tōjō qui informe les gens que pour anéantir l'ennemi et assurer une Asie stable, il faut prévoir une longue guerre.
Pour profiter de l'adaptabilité de la radio aux événements, des « discours du matin » sont diffusés deux fois par mois pour les écoles.
Les radios à ondes courtes sont utilisées pour diffuser de la propagande anti-européenne en Asie du Sud même avant la guerre. Le Japon, inquiet de la propagande étrangère, a interdit ces récepteurs pour les Japonais mais en fabrique pour tous les pays occupés afin de vanter les avantages de la domination japonaise et attaquer les Européens. Les « Tours qui chantent » ou « arbres qui chantent » portent des haut-parleurs pour diffuser les émissions.
Les émissions en direction de l'Inde incitent à la révolte.
Les émissions de Tokyo Rose sont destinées aux troupes américaines.

#### Opérations de propagande nègre
Dans une tentative pour exacerber les tensions raciales aux États-Unis, les Japonais mettent en œuvre ce qui est appelé « Opération Propagande Nègre ». Ce plan, mis au point par Yasuichi Hikida, le directeur de la propagande japonaise pour les Noirs américains, se compose de trois parties. La première est la collecte d'informations relatives aux Noirs américains et à leurs luttes en Amérique, la deuxième est l'utilisation des prisonniers de guerre noirs dans la propagande et la troisième est l'utilisation d'émissions de radio à ondes courtes. Au moyen de ces émissions, les Japonais utilisent leurs propres annonceurs radio et prisonniers de guerre afro-américains pour diffuser leur propagande aux États-Unis. Les émissions sont principalement axées sur les actualités américaines impliquant des tensions raciales, comme les émeutes raciales et les lynchages de Detroit,. Une émission par exemple fait ce commentaire : « Les fameux lynchages sont une pratique rare, même parmi les spécimens les plus sauvages de la race humaine ». Afin de gagner plus d'auditeurs, les prisonniers de guerre sont autorisés à s'adresser aux membres de leur famille chez eux. Les Japonais croient que la propagande sera plus efficace s'ils utilisent des prisonniers de guerre afro-américains pour communiquer avec les Afro-Américains aux États-Unis. Par le truchement de programmes intitulés « Conversations sur les véritables expériences de prisonniers de guerre noirs » et « Appels humanitaires », les prisonniers de guerre parlent des conditions de guerre et de leur traitement dans l'armée. Les prisonniers de guerre et les forces artistiques sont utilisés dans des pièces de théâtre et/ ou chansons qui sont diffusés en Amérique.
Le succès de cette propagande est très controversé car seule une petite minorité de gens en Amérique possède des radios à ondes courtes. Même ainsi, certains historiens pensent que les « opérations de propagande nègres », suscitent divers réponses au sein de la communauté noire et la somme totale de ces réactions force le gouvernement américain à améliorer les conditions faites aux Noirs dans l'armée et la société". Même le NAACP (National Association for the Advancement of Colored People) considère la propagande comme « ...un outil de médias dans la lutte contre la discrimination raciale ». En dépit de ces débats, les deux parties conviennent que ces programmes sont particulièrement dangereux en raison de la réalité de leur fondement,,.

### Tracts

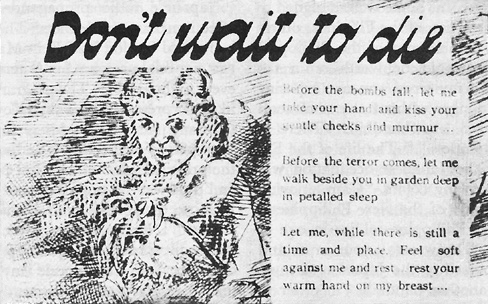
Tract de propagande japonaise distribué lors de la bataille des Philippines

Des tracts diffusés en Chine demandent pourquoi ils ne sont pas mieux défendus après tout l'argent qu'ils ont dépensé.
Des tracts sont lâchés par avion sur les Philippines, la Malaisie et l'Indonésie, les exhortant à se rendre car les Japonais seront meilleurs que les Européens. Ils sont également largués en Inde pour encourager à la révolte contre la domination britannique maintenant que les forces de la Grande-Bretagne sont occupées ailleurs.

### Slogans
Les slogans sont utilisés à travers le Japon à des fins de propagande où ils sont utilisés comme exhortation au patriotisme, « Unité nationale », « Cent millions avec un seul Esprit » et incitent à la frugalité : « Assez de divertissements frivoles ! ».

## Thèmes

### Kokutai
Le kokutai, qui désigne l'unicité du peuple japonais à avoir un chef ayant des origines spirituelles, est officiellement promulgué par le gouvernement, avec un manuel distribué par le ministère de l'Éducation. Le but de cette instruction est d'assurer que chaque enfant se considère d'abord comme un Japonais et est reconnaissant de la structure « famille - politique » du gouvernement, avec l'empereur à son sommet. En fait, peu d'efforts sont faits au cours de la guerre pour expliquer au peuple japonais ce pour quoi il combat; à la place, on lui présente la guerre comme une chance de se réunir autour de l'empereur.

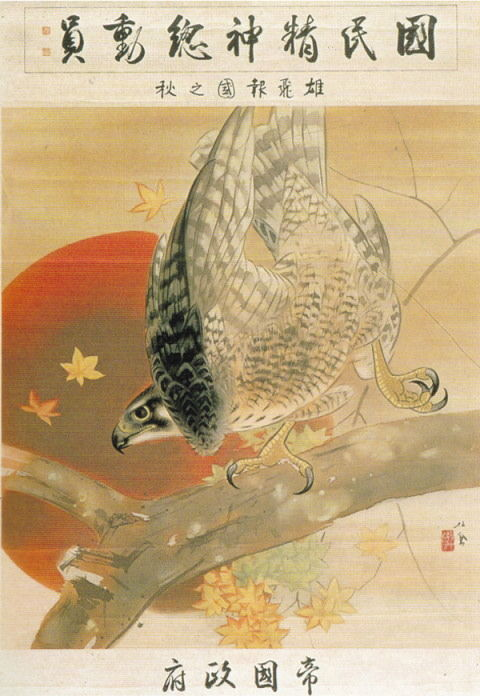
Promotion du patriotisme

En 1937 est rédigée la brochure Kokutai no Hongi pour expliquer ce principe. Elle indique clairement son objet : surmonter les troubles sociaux et développer un nouveau Japon. Dans cette brochure, les élèves apprennent à mettre la nation devant leur moi et qu'ils font partie de l'État et n'en sont pas séparés. Le ministère de l'Éducation la diffuse dans l'ensemble du système scolaire.
En 1939 est fondée la Taisei Yokusankai (Association de soutien à l'autorité impériale) par le Premier ministre afin de « restaurer l'esprit et les vertus du vieux Japon ancien ». Lorsque le nombre d'associations patriotiques pendant la guerre inquiète le gouvernement, elles sont regroupées dans l'ASAI qui les utilise pour mobiliser la nation et promouvoir l'unité.
En 1941, paraît le Shinmin no michi pour instruire les Japonais de ce à quoi ils aspirent.
Les textes anciens énoncent les préceptes essentiels de loyauté et de piété filiale qui rejetteront l'égoïsme et leur permettront de compléter leur « tâche sainte ». Il les appelle à devenir « Cent millions de cœurs battant à l'unisson », appel qui réapparaîtra dans la propagande anti-japonaise américaine, bien que le Shinmin no Michi énonce explicitement que beaucoup de Japonais « échouent » à agir de cette manière.
L'obéissance est appelée à être aveugle et absolue. La guerre sera une expérience purificatrice pour les ramener au « cœur pur et sans nuages » de leur caractère intrinsèque dont ils se sont éloignés. Leur pureté raciale naturelle doit se refléter dans leur unité. Les chants de guerre patriotiques mentionnent rarement l'ennemi et s'ils le font c'est seulement de façon générique ; le ton est élégiaque et les sujets en sont la pureté et la transcendance, souvent comparées à la fleur de cerisier.
Les dernières lettres des pilotes kamikaze expriment avant tout que leurs motivations sont la gratitude envers le Japon et à son empereur comme l'incarnation du kokutai. Une lettre, après avoir loué l'histoire du Japon et le mode de vie que ses ancêtres lui ont transmis et la famille impériale comme la cristallisation de la splendeur du Japon, conclut : « C'est un honneur d'être en mesure de donner ma vie pour la défense de ces belles et nobles choses ».

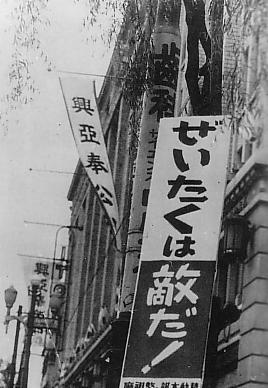
« Le luxe est notre ennemi », bannière du Mouvement national de mobilisation spirituelle.

Lors d'une conférence consacrée au « Dépassement de la modernité », des intellectuels proclament qu'avant la restauration de Meiji, le Japon était une société sans classes sous l'autorité d'un empereur bienveillant mais que la restauration a plongé la nation dans le matérialisme occidental (un argument qui ignore le mercantilisme et la culture grivoise de l'ère Tokugawa) qui a amené les gens à oublier leur nature que la guerre leur permettra de récupérer.
Le baseball, le jazz et autres prodigalités occidentales sont distingués par la propagande gouvernementale comme devant être abandonnés au profit d'un pur esprit de sacrifice.
Cet état d'esprit Yamato leur permettra de surmonter la grande disproportion au niveau des matériels militaires.
Cette croyance est si bien intériorisée que même si les victoires alliées submergent la capacité du gouvernement japonais à les couvrir avec des mensonges, beaucoup de Japonais refusent de croire que « le pays de Dieu » peut être vaincu. Le gouvernement militaire se bat également avec l'espoir que la liste des victimes affectera la volonté de combattre des Alliés. Le général Ushijami, s'adressant à ses troupes à Okinawa, leur dit que leur plus grande force réside dans leur supériorité morale. Même alors que les forces américaines vont de victoire en victoire, la propagande japonaise affirme la supériorité militaire de l'Empire. La bataille d'Iwo Jima est annoncée par l'émission Archipel et Empire avec un rare éloge des commandants américains mais aussi la déclaration confiante qu'ils ne doivent pas quitter l'île vivants. Les derniers mots du Président Roosevelt sont modifiés pour lui faire dire « J'ai fait une terrible erreur » et certains éditoriaux proclament qu'il s'agit d'une punition du ciel. Les interrogateurs américains de prisonniers japonais trouvent qu'ils sont inébranlables dans leur conviction de la mission sacrée du Japon. Après la guerre, un médecin japonais explique aux interrogateurs américains que les habitants du Japon ont bêtement cru que les dieux en effet les aideraient à les sortir de leur situation difficile.
Cela leur apporte aussi un sentiment de supériorité raciale par rapport aux peuples asiatiques qu'ils prétendent libérer, ce qui fait beaucoup pour saper la propagande japonaise pour l'unité raciale. Leurs âmes « claires et fortes » rendent leur race supérieure, leur place naturelle se trouve donc à la direction de la sphère de coprospérité de la grande Asie orientale. Toute personne qui n'est pas japonaise est un ennemi; diabolique, bestial, y compris d'autres peuples asiatiques tels que les Chinois. La ségrégation raciale stricte est maintenue dans les régions conquises et ils sont encouragés à se considérer comme le « peuple le plus important du monde ».
Cette race doit, en effet, être encore améliorée avec des programmes de conditionnement physique et d'aide sociale ainsi que des politiques démographiques pour accroître le nombre de leurs membres. Une campagne pour favoriser la fertilité, en vue de produire de futurs citoyens, se poursuit jusqu'en 1942, raison pour laquelle aucun effort n'est fait pour recruter des femmes dans l'effort de guerre. Le slogan « Soyez féconds et multipliez-vous » est utilisé dans les campagnes.

#### Vie rurale
Malgré sa force militaire dépendante de l'industrialisation, le régime glorifie la vie rurale.
La vie rurale et agricole traditionnelle est opposée à la ville moderne; des propositions sont faites pour lutter contre les effets d'atomisation des villes en localisant les écoles et les usines à la campagne pour y maintenir la population rurale. La rhétorique agrarienne chante l'harmonie des villages alors même que les locataires et les propriétaires sont montés les uns contre les autres par les besoins de la guerre.

#### Mobilisation spirituelle
Le Mouvement national de mobilisation spirituelle est constitué de 74 organisations afin de réunir la nation pour un effort de guerre total. Il effectue des tâches telles que l'instruction des écoliers sur la « guerre sainte en Chine » et demande aux femmes d'enrouler des bandages pour l'effort de guerre.

#### Production

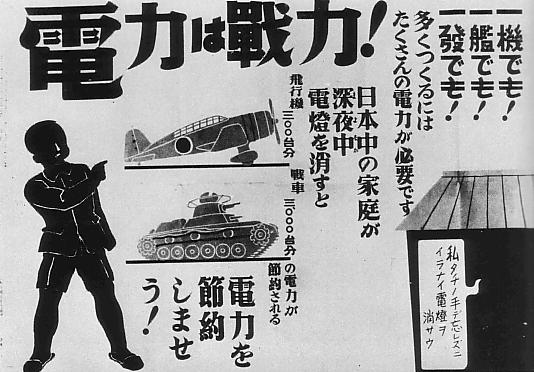
L'énergie électrique est la puissance militaire !

Déjà avant la guerre, l'organisation Sanpo existe pour expliquer la nécessité de respecter les quotas de production, même si des sacrifices sont nécessaires. Elle le fait avec des rassemblements, des conférences et tables rondes et met également en place des programmes pour aider la vie des travailleurs afin de les inciter à adhérer.
Parmi les premières victoires figure celle qui sécurise un champ de pétrole, ce qui donne au Japon sa propre source pour la première fois. La propagande exulte que le Japon n'est plus une nation « sans » pétrole.
En 1943, comme le mastodonte industriel américain produit une supériorité matérielle pour les forces américaines, des appels sont lancés pour qu'une partie de la population soit plus sur un pied de guerre, en particulier dans les appels à l'augmentation de la production de matériels de guerre. L'accent mis sur la formation des soldats plutôt que sur leur armement a laissé les forces armées dangereusement mal fournies avec de lourdes pertes. Aux assemblées matinales dans les usines, des officiers abordent les travailleurs et leur enjoignent d'atteindre leurs quotas. Les niveaux de production sont maintenus, mais au prix de sacrifices extraordinaires.

#### Privation
Le gouvernement exhorte les Japonais à se passer des biens élémentaires. Les magazines par exemple donnent des conseils sur la façon d'économiser sur la nourriture et les vêtements dès qu'éclate la guerre avec la Chine.
Après le déclenchement de la guerre avec les États-Unis, il n'y a pas d'avertissements pour que les gens ne fêtent pas trop les victoires et les inviter à se préparer pour la longue guerre à venir.
En 1944, la propagande s'aventure à avertir le peuple japonais des catastrophes à venir et à installer chez lui un esprit comparable à celui de Saipan, c'est-à-dire à accepter plus de privations en faveur de la guerre. Des articles sont rédigés affirmant que les Américains ne peuvent pas organiser de raids aériens à partir de Saipan, bien que puisqu'ils le peuvent depuis la Chine, ils peuvent évidemment le faire depuis Saipan ; le but est d'avertir subtilement des dangers à venir. Les bombardements stratégiques sur le Japon donnent un nouveau sens au slogan « Nous sommes tous égaux ». Les premières chansons proclamant que les villes ont des défenses de fer et que c'est un honneur de défendre la patrie perdent rapidement de leur charme. Pourtant, les appels continus à se sacrifier sont honorés; les associations de quartier participent car personne ne veut être vu partant en premier.
Les comptes-rendus de privation et d'abnégation sont communs dans la presse : un professeur habillé en lambeaux qui refuse de porter une nouvelle chemise parce que tous ses amis sont également mal habillés, et les dirigeants et responsables gouvernementaux qui vivent sans aucune forme de chauffage. Ces histoires reflètent l'état réel de privation dans la société, où les vêtements sont de médiocre qualité et la semaine de travail de sept jours, avec une scolarisation réduite au minimum afin que les enfants puissent travailler.

### Hakkō ichiu

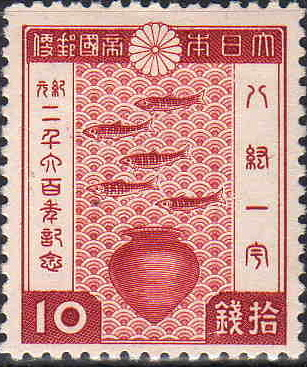
Timbre postal japonais de 10 sen d'avant-guerre, illustrant le Hakkō ichiu et le 2600e anniversaire du pays.

De façon semblable aux exigences du Troisième Reich pour un Lebensraum, la propagande japonaise se plaint que le pays est maintenu enfermé dans ses propres eaux territoriales. Le slogan Hakkō ichiu (« Réunir les huit coins du monde sous un même toit ») ajoute une connotation religieuse à cette demande. Elle est basée sur l'histoire de l'empereur Jinmu qui a fondé le Japon et y ayant trouvé cinq races, les a faites toutes comme « frères d'une même famille ». En 1940, le Japan Times and Mail raconte l'histoire de Jinmu lors de son 2600e anniversaire.
Les nouvelles du succès de Hitler en Europe, suivies par l'entrée de Mussolini dans le conflit, font apparaître le slogan « Ne manquez pas le bus ! » comme la guerre européenne leur donne l'opportunité de conquérir l'Asie du Sud-Est pour ses ressources.
Lorsque la guerre éclate, Tōjō déclare qu'aussi longtemps qu'il reste un esprit de loyauté et de patriotisme en vertu de cette politique, il n'y a rien à craindre.
L'enquête de politique mondiale avec la race Yamato comme noyau appelle explicitement à une telle expansion et même s'il s'agit d'un document secret à l'attention des décideurs, il énonce explicitement ce à quoi il est fait allusion par ailleurs. Il prévoit clairement que la position supérieure du Japon dans la « Sphère de coprospérité de la grande Asie orientale », montrant la subordination des autres nations, n'est pas une conséquence de la guerre mais un élément d'une politique délibérée.
Cette orientation est également justifiée par le fait que les Japonais, pauvres en ressources naturelles, ne peuvent compter sur des sources de matières premières qu'ils ne contrôlent pas. La propagande déclare que le Japon est étranglé par les « ABCD » (Amérique, Grande-Bretagne, Chine et Indes néerlandaises) au moyen d'embargos commerciaux et de boycotts. Même au cours des préparations à la guerre, les journaux rapportent qu'à moins que les négociations ne prennent une direction plus favorable, le Japon sera contraint de se livrer à des mesures d'auto-défense.

### Bushidō
Le code samouraï bushidō est récupéré pour l'endoctrinement au militarisme et utilisé pour présenter la guerre comme une purification et la mort un devoir. Cela fonctionne pour empêcher les redditions, à la fois de ceux qui y adhèrent et de ceux qui craignent la honte s'ils ne meurent pas. Cela est présenté comme revitalisation des valeurs traditionnelles et « transcendance de la modernité ». La guerre est présentée comme une expérience de purification, mais seulement pour les Japonais. Le bushidō fournira un bouclier spirituel pour inciter les soldats à se battre jusqu'au bout. Tous les soldats sont tenus de le respecter, même si cela a toujours été le devoir des samourai de rang supérieur et non des simples soldats.

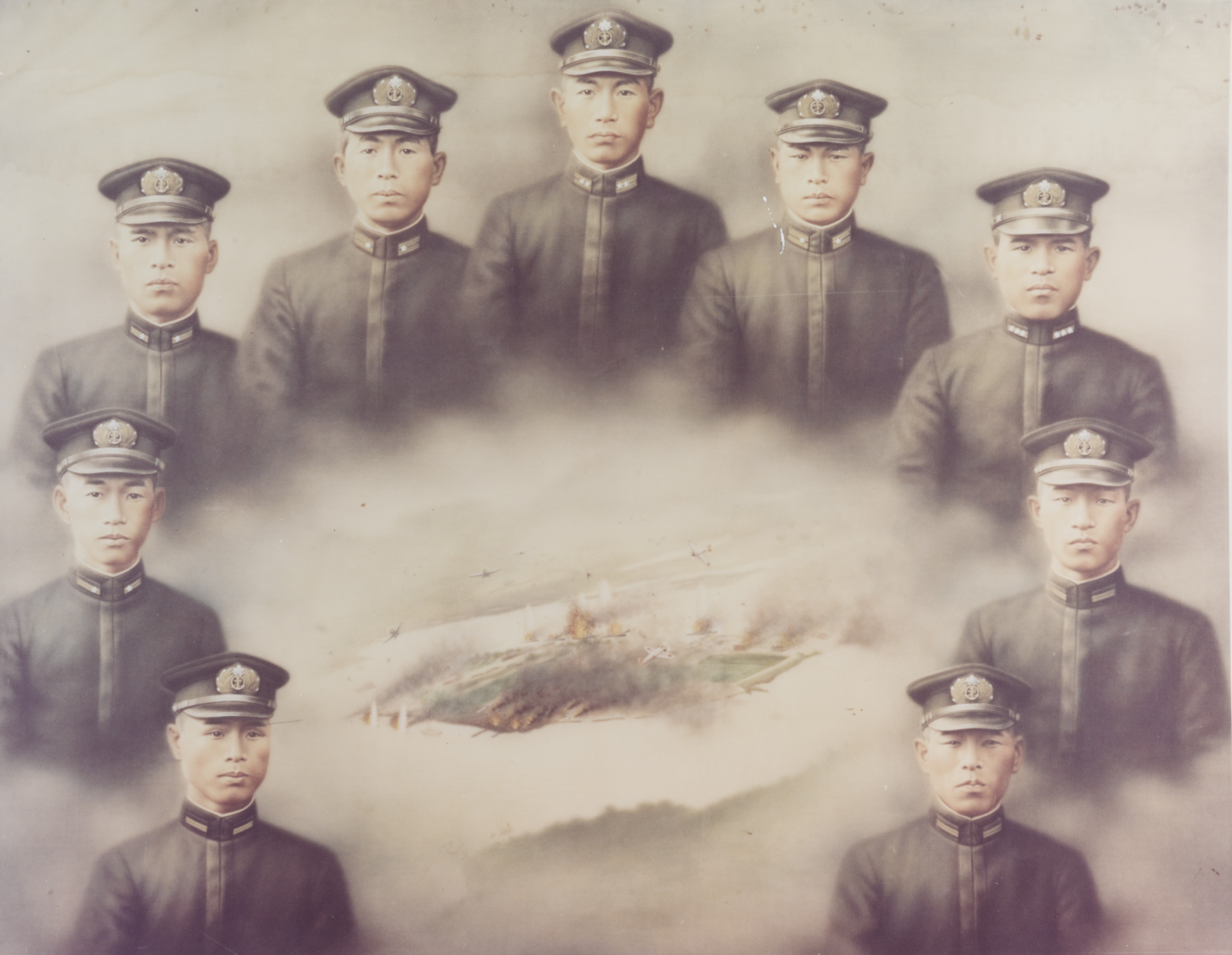
Les sous-mariniers morts dans l'attaque de Pearl Harbor.

Tel qu'il est enseigné, il produit une indifférence totale à l'aspect technologique de la guerre. La production du Japon n'est qu'une fraction de celle de l'Amérique, ce qui rend difficile l'équipement. Les officiers se déclarent indifférents au radar parce qu'ils ont des yeux parfaitement bons. Les Américains aux yeux bleus seront nécessairement inférieurs aux Japonais aux yeux noirs lors des attaques de nuit. À Imphal, le commandant déclare à ses troupes qu'il s'agit d'une bataille entre leur force spirituelle et la force matérielle des Britanniques, instruction qui devient célèbre en tant qu'expression de l'essence de l'esprit japonais.
On dit aux soldats que la baïonnette est leur arme centrale et beaucoup la gardent constamment fixée au fusil. Les fusils sont traités comme des représentations symboliques de l'esprit martial et de loyauté, de sorte que toute négligence à leur égard est sévèrement punie.
Dès l'incident de Shanghai, les principes de "la victoire ou la mort" sont déjà mis en œuvre et l'histoire d'un soldat japonais capturé qui est retourné sur le site de sa capture pour commettre le seppuku est fortement médiatisée. Trois soldats qui se sont fait sauter sur une section de fil de fer barbelé sont salués comme « trois bombes humaines » et sont représentés dans pas moins de six films, même s'ils sont peut-être morts seulement parce que leurs fusibles étaient trop courts. Tōjō lui-même, dans un livret de 1940, exhorte l'esprit de sacrifice des soldats et de ne pas prêter attention à la mort. Ce conditionnement aux valeurs de sacrifice et de mort contribue sans aucun doute à la maltraitance des prisonniers de guerre qui ont accompli l'acte honteux de capituler. Une autre conséquence est que rien n'est fait pour former les soldats à la captivité avec pour résultat que les Américains trouvent beaucoup plus facile d'obtenir des informations des prisonniers japonais que les Japonais ne le peuvent des prisonniers américains.
En 1932, la poésie d'Akiko Yosano exhorte les soldats japonais à endurer les souffrances en Chine et compare les soldats morts à la floraison des cerisiers, image traditionnelle dont il est fait grand usage tout au long de la guerre.
L'accent mis sur cette tradition et l'absence d'une tradition militaire comparable aux États-Unis conduisent à une sous-estimation de l'esprit de combat américain, lequel surprend les forces japonaises à Bataan, Midway et autres batailles de la Guerre du pacifique. Ces références culturelles et historiques favorisent également l'attaque au détriment de la défense. Le bushidō valorise les attaques audacieuses contraires au bon sens, ce qui est exigé des troupes.

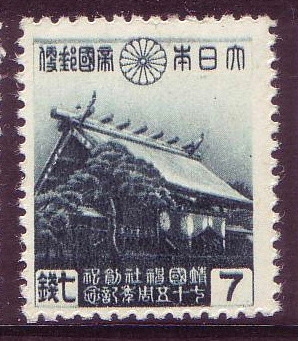
Le Yasukuni-jinja, pour les morts.

Les morts sont traités comme des « dieux de la guerre », à commencer par les neuf sous-mariniers morts à Pearl Harbor (le dixième, fait prisonnier, n'est jamais mentionné dans la presse japonaise). Les sépultures et les monuments des « héros divins » tombés au combat fournissent au public japonais des informations sur les batailles qui ne sont pas données autrement, comme lorsqu'une attaque sous-marine sur Sydney est révélée par l'enterrement des quatre victimes; cette propagande entre fréquemment en conflit avec la propagande célébrant les victoires. Même avant la guerre, les enfants reçoivent pour instruction à l'école que mourir pour l'empereur transforme en une divinité. Alors que le cours de la guerre change de direction, l'esprit du bushidō est invoqué pour souligner que tout dépend de l'âme ferme et unie de la nation. Les médias sont remplis d'histoires de samouraï, anciens et nouveaux. Les journaux publient des bidan, belles histoires de soldats morts, avec leurs photos et un membre de leur famille qui évoque leur mémoire. Avant Pearl Harbor et le terrible nombre de victimes de la guerre du Pacifique, ils cherchent à obtenir de telles histoires pour chaque soldat tombé au combat. Tant que les combats se déroulent en Chine, les victimes sont suffisamment peu nombreuses pour que les cas individuels soient glorifiés. Les lettres des « héros tombés » sont devenues un thème récurrent des journaux japonais en 1944.
Les défaites sont traitées principalement en termes de résistance à la mort. L'article du Time sur la prise de Saipan et les suicides civils de masse est largement repris avec les rapports de l'ennemi « saisi d'effroi », traités comme preuve de la gloire du sacrifice et de la fierté des femmes japonaises. Lorsque la bataille d'Attu est perdue, des tentatives sont faites qui visent à faire des plus de deux mille morts japonais une épopée source d'inspiration pour l'esprit de combat de la nation. Les ruées suicidaires sont glorifiées comme montrant l'esprit japonais. Les arguments selon lesquels les plans pour la bataille du golfe de Leyte, avec tous les navires japonais, exposeraient le Japon à un grave danger s'ils échouaient, sont contrés avec la prière que la Marine soit autorisée à « fleurir comme des fleurs de la mort ». Le dernier message des forces stationnées à Peleliu est Sakura, Sakura, « cerisiers en fleurs ».
Les premières propositions d'attaques-suicides organisées rencontrent des résistances parce que le bushidō appelle le guerrier à être toujours conscient de la mort, mais pas à la considérer comme seule fin. La Marine impériale japonaise n'ordonne pas d'attaques auxquelles il est impossible de survivre; même avec les sous-marins de poche lors de l'attaque de Pearl Harbor, les plans prévoient de rejoindre le vaisseau-mère si possible. Les situations désespérées amènent à l'acceptation du réel. Les propagandistes commencent immédiatement à ennoblir ces morts.
Ces attaques sont acclamées comme le véritable esprit du bushidō et deviennent partie intégrante de la stratégie à Okinawa.

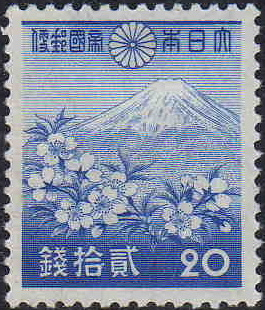
Cerisiers en fleurs devant le Mont Fuji : symboles de la mort héroïque.

Le vice-amiral Takijirō Ōnishi s'adresse à la première unité de kamikaze (attaques suicide), disant que leur noblesse d'esprit préservera la patrie de la ruine même en cas de défaite. Les noms des quatre sous-unités au sein de la force spéciale d'attaque Kamikaze sont « unité Shikishima », « unité Yamato », « unité Asahi » et « unité Yamazakura ». Ces noms sont tirés d'un poème patriotique (waka ou tanka), Shikishima no Yamato-gokoro wo hito towaba, asahi ni niou yamazakura bana par l'universitaire classique japonais, Motoori Norinaga.

« Si quelqu'un pose des questions sur l'esprit Yamato [Esprit de l'ancien/vrai Japon] du Shikishima [nom poétique pour désigner le Japon] — c'est fleurs de yamazakura [montagne des cerisiers en fleurs] parfumées dans l'Asahi [Soleil levant]. »

Cela provient également du symbolisme populaire au Japon de la chute de la fleur de cerisier comme symbole de mortalité. Ces pilotes et autres assaillants kamikazes, sont acclamés comme des héros nationaux. Les plongeurs, préparés pour un tel travail en cas d'invasion du Japon, reçoivent des enseignes individuelles pour indiquer qu'ils peuvent remplacer un navire entier et sont soigneusement séparés afin qu'ils meurent des conséquences leur propre activité plutôt que de celle d'un autre.
La propagande qui incite à la mort et à la résistance à la mort, est émise dans l'espoir qu'une résistance acharnée incitera les Américains à offrir des conditions. Lorsque Tōjō entreprend des démarches auprès de l'Union soviétique, celles-ci sont interprétées comme une demande de paix, ce que les journaux démentent immédiatement - il ne s'agit pas de chercher la paix mais de gagner la guerre - point de vue renforcé par la kempeitai qui arrête quiconque sur soupçon de « défaitisme ». Le manuel de l'armée consacré à la défense de la patrie appelle à abattre tout Japonais qui entraverait la défense.
Les thèmes de la propagande japonaise appelant à « se battre jusqu'au bout » et évoquant « une guerre de cent ans » amènent de fait de nombreux Américains, au-delà des questions de haine et de racisme, à conclure qu'une guerre d'extermination peut être la seule possibilité de victoire, la question de savoir si les Japonais capituleront avant cette destruction étant ouverte.
Même après les attaques atomiques et l'insistance de l'empereur en faveur de la capitulation, Inaba Masao publie une déclaration exhortant l'armée à combattre jusqu'au bout. Lorsque d'autres colonels l'informent d'une proclamation faite pour faire allusion à la perspective de reddition à la population, ils se précipitent pour assurer que la déclaration d'Inaba est diffusée afin de créer des messages contradictoires. Cela provoque la consternation au sein du gouvernement par peur de la réaction américaine et, afin d'éviter tout retard, la déclaration de capitulation est envoyée comme information d'actualités, en anglais et en code Morse pour éviter que la censure militaire ne l'arrête.

#### Espionnage
La formation initiale des agents de renseignement tente d'insuffler le service avec le mystère traditionnel d'espionnage au Japon en citant l'esprit des ninja.

#### En Chine
En Chine occupée, les manuels sont révisés afin d'omettre les récits des atrocités japonaises et se concentrer plutôt sur les héroïques personnalités japonaises, dont un officier qui divorce avant de se rendre en Chine afin qu'il puisse se concentrer sur la guerre et que son épouse soit libérée de la charge de piété filiale envers ses parents car il va certainement mourir.

### Contre les accusations d'atrocités
La stricte censure du gouvernement empêche la population japonaise d'être informée des atrocités commises en Chine par les forces japonaises.
Lorsque les nouvelles des atrocités japonaises parviennent aux pays occidentaux, le Japon lance une opération de propagande pour les combattre, à la fois pour les nier et interroge des prisonniers pour les contrer. La teneur du message est qu'ils sont bien traités en raison de la générosité propre au bushidō. Les entretiens sont également décrits comme n'étant pas de la propagande, mais par sympathie avec l'ennemi, comme seul le bushidō peut en inspirer. Cependant, l'impact sur les Américains est tempéré car les prisonniers incluent souvent de subtils messages qui amenuisent les effets de la propagande anti-atrocités, dont des commentaires tels qu'une déclaration selon laquelle ils sont autorisés à continuer à porter les vêtements qu'ils avaient lorsqu'ils ont été capturés pour faire comprendre qu'on ne leur a donné aucun nouveaux habits.
Dès la marche de la mort de Bataan, les Japonais font savoir par le biais de The Manila Times que les prisonniers sont traités avec humanité et que leur taux de mortalité doit être attribué à l'intransigeance des commandants américains qui refusent de se rendre avant que leurs hommes soient sur le point de mourir. Après la torture et l'exécution de plusieurs des participants du raid de Doolittle, le Nippon Times affirme que les prisonniers de guerre américains et britanniques sont traités avec humanité, dans le but de faire valoir que les forces britanniques traitent les prisonniers allemands de façon inhumaine.

### Anti-Occident
Les États-Unis et la Grande-Bretagne sont attaqués depuis des années avant la guerre, toutes les idées occidentales en conflit avec la pratique japonaise étant étiquetées « pensées dangereuses ». Ces deux pays sont attaqués parce que matérialistes et sans âme, à la fois au Japon et sur les ondes courtes en direction de l'Asie du Sud-Est. Non seulement de telles pensées sont-elles censurées par un strict contrôle de l'édition mais le gouvernement utilise diverses organisations populaires pour fomenter l'hostilité à leur endroit. La Grande-Bretagne est attaquée avec une ferveur particulière en raison de ses nombreuses colonies et blâmée pour l'impasse militaire en Chine. Tchang Kaï-chek est dénoncé comme étant une marionnette de l'Occident, approvisionné par l'exploitation britannique et américaine des colonies d'Asie du Sud-Est. Les militaristes, farouchement opposés aux traités de contrôle des armements qui n'autorisent le Japon à posséder que 3 navires pour 5 navires britanniques et américains, utilisent « 5-5-3 » comme slogan nationaliste. Ils veulent en outre échapper à un système capitaliste international dominé par les intérêts britanniques et américains.

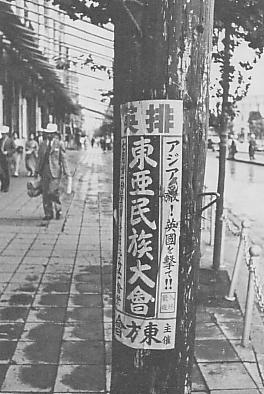
Affiche anti-britannique.

Les quotidiens, dans les jours qui précèdent Pearl Harbor, reviennent régulièrement sur l'inquiétante intransigeance de la part des États-Unis.
La nouvelle de l'attaque de Pearl Harbor a pour résultat que les journaux mettent en scène un « Regroupement pour écraser les États-Unis et la Grande-Bretagne ». Comme le gouvernement estime que les chants de guerre sont trop abstraits et élégiaques, il organise un concours national pour la composition d'une chanson sur un air de marche ayant pour titre « À bas la Grande-Bretagne et l'Amérique ».
Après des atrocités telles que la marche de la mort de Bataan, le traitement cruel des prisonniers de guerre est justifié par le fait qu'ils ont sacrifié la vie des autres mais se sont rendus pour sauver la leur et ont agi avec le plus grand égoïsme tout au long de leur campagne.
La brochure La psychologie de l'individu américain, adressée aux soldats, les informe que les Américains n'ont aucune idée de la gloire de leurs ancêtres, de leur postérité ou de leur nom de famille, ce sont des casse-cou à la recherche de publicité, ils craignent la mort et ne se soucient pas de ce qui se passe après, ils sont menteurs et facilement dupés par la flatterie et la propagande et, étant matérialistes, comptent sur la supériorité matérielle plutôt que la motivation spirituelle au combat.
L'éloge de l'ennemi est traité comme une trahison et aucun journal ne peut imprimer quoi que ce soit qui fait favorablement référence à l'ennemi, quand bien même les forces japonaises trouvent méritoires l'esprit de combat et l'efficacité de l'ennemi.
Officiellement, le conflit ne doit pas être présenté comme une guerre raciale en raison de l'alliance avec l'Italie et l'Allemagne et pour certains décideurs politiques car une telle revendication est incompatible avec le but moral élevé du Japon, mais tandis que l'alliance est à la fois sécurisée et uniquement opportuniste, beaucoup de rhétorique « anti blancs » est utilisée. Un rapport de propagande des Allemands de Java les représente comme reconnaissants d'être maintenant sous protection japonaise. Aux États-Unis, Elmer Davis (en) de l'Office of War Information fait valoir que cette propagande peut être combattue par des actes qui la contredisent mais n'est pas en mesure d'obtenir du soutien.

#### Faiblesse
Les Alliés sont également attaqués comme étant faibles et décadents, incapables de soutenir une longue guerre, une opinion d'abord confortée par une série de victoires. L'absence d'une tradition guerrière comparable au bushidō renforce cette croyance. La propagande veut persuader les forces armées que les forces américaines ne viendront pas les combattre, que les Américains ne peuvent pas combattre dans la jungle et de fait sont incapables de supporter la guerre. Les rapports des prisonniers de guerre représentent les Américains comme lâches et prêts à tout pour obtenir des faveurs. Les subordonnés sont activement encouragés à traiter les prisonniers avec mépris et à encourager un sentiment de supériorité à leur égard.
Tant les Américains que les Britanniques sont présentés comme des figures d'amusement, ce qui entraîne une faiblesse grave quand la complaisance induite par la propagande affronte la force réelle de l'ennemi.
Peu de temps avant le raid de Doolittle, Radio Tokyo ironise sur un rapport étranger relativement à un bombardement de l'Archipel au motif que cela est impossible. Le raid de Doolittle lui-même est minimisé, indiquant qu'il a fait peu de dégâts et de conclure, correctement, qu'il a été réalisé pour remonter le moral américain.
De nombreux pilotes japonais croient que leur force et la faiblesse des Américains conduiront à leur victoire. La férocité et les attaques lors desquelles les pilotes américains se sacrifient à la bataille de Midway portent atteinte à la propagande comme les combats à la bataille de Bataan et autres champs de bataille du Pacifique.
Les termes de reddition offerts par les États-Unis sont moqués par les journaux comme ridicules, demandant que le gouvernement reste silencieux à leur sujet, attitude qu'adopte effectivement le gouvernement, technique japonaise traditionnelle pour faire face à l'inacceptable.

#### Contre le moral américain

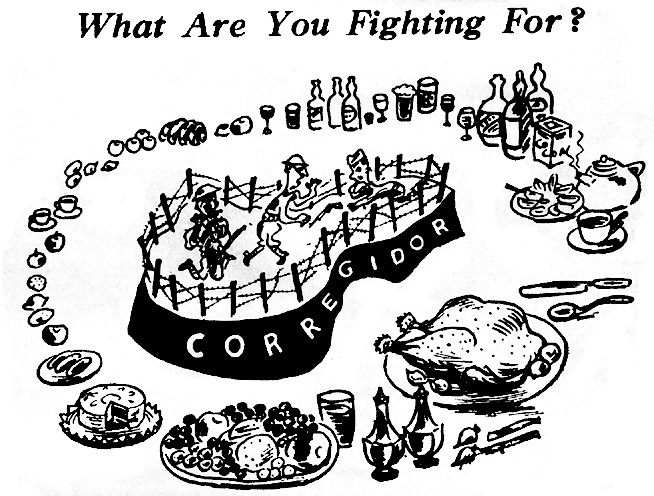
Dessin de propagande. Des soldats sont entourés par de la nourriture.

La plupart des attaques de la propagande contre les troupes américaines visent le moral. Tokyo Rose propose des émissions sentimentales conçues pour susciter la nostalgie.
Elle se moque également des soldats qualifiés de crétins, avec la perspective que leurs épouses et fiancées prennent de nouveaux hommes alors qu'eux sont au combat. Il existe aussi des émissions qui donnent à des prisonniers de guerre l'occasion de parler à la radio pour assurer qu'ils sont bien traités. Leurs interventions sont insérées entre des bulletins de nouvelles de différentes durées afin que toute l'émission soit écoutée pour être sûr d'entendre le prisonnier.

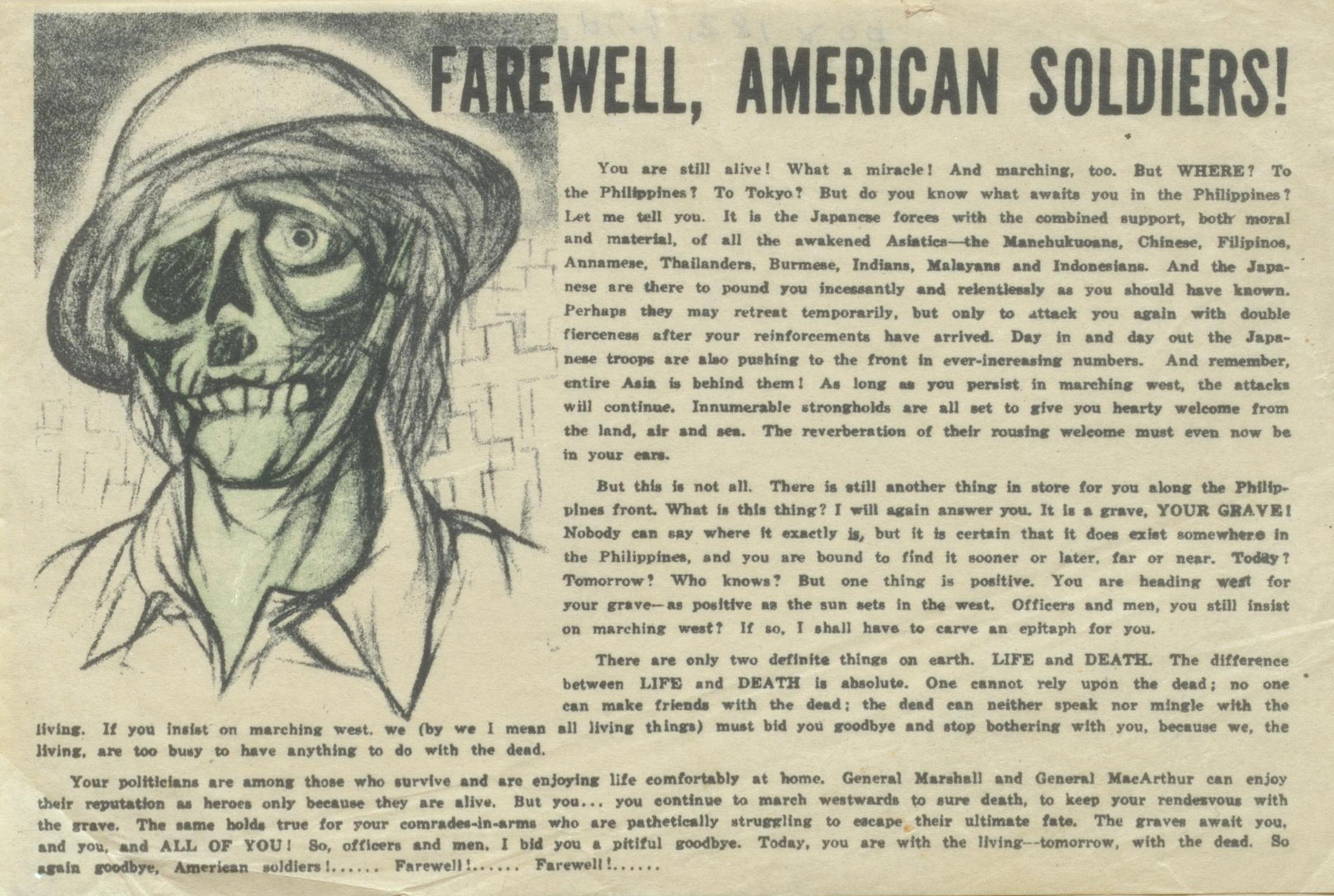
Dépliant avertissant de leur mort imminente les soldats américains qui débarquent.

Ces programmes ne sont pas bien conçus car ils supposent que les Américains ne veulent pas se battre, sous-estimant l'effet psychologique de l'attaque de Pearl Harbor, et croient que l'hostilité à la politique intérieure de Roosevelt se traduit également en hostilité à sa politique étrangère. Ils supposent en effet que l'attaque de Pearl Harbor sera considérée comme un acte de défense qui leur a été imposé par « Roosevelt et sa clique ». Les forces américaines sont moins associées à la notion de « bataille décisive » que ne le sont les Japonais aussi la série initiale de victoires a-t-elle moins d'impact que prévu sur les Américains.
Un tract largué à Okinawa déclare que la mort du président Roosevelt a été causée par l'étendue des dommages que les Japonais ont infligé aux navires américains, politique qui se poursuivra jusqu'à ce que tous les navires soient coulés. Un soldat qui lit ce tract tandis que les navires bombardent la rive demande d'où les Japonais pensent-ils que proviennent les tirs.

#### Anti-communiste
Le communisme est énuméré parmi les dangereuses idées occidentales. Cependant, lors de l'invasion de la Chine, la propagande japonaise en direction des États-Unis joue sur l'anti-communisme américain pour en obtenir un certain soutien. Cette propagande est également servie au peuple japonais comme moyen de forger un rempart contre le communisme.

#### Atrocités des Alliés
Le Shinmin no michi, la « Voie des sujets », mentionne les cas d'atrocités commises par les Américains et présente l'histoire occidentale comme faite de guerres brutales, d'exploitation et de valeurs destructrices. Son colonialisme est basé sur son individualisme, matérialisme, utilitarisme et libéralisme destructeur, tout ce qui permet aux forts d'exploiter les faibles.
Tout en minimisant les effets du raid de Doolittle, la propagande dépeint également ses participants comme des démons inhumains qui s'attaquent aux civils. Peu de temps après que ceux des membres du raid qui ont été capturés ont été torturés, et certains exécutés, le Nippon Times dénonce le traitement par les Britanniques des prisonniers de guerre allemands, affirmant que les prisonniers américains et britanniques détenus par le Japon sont traités conformément au droit international.
Les fins de guerre des Alliés sont présentées comme une entreprise d'anéantissement. La propagande fait croire aux civils japonais que les Américains commettent des viols, de la torture et des assassinats et qu'ils doivent donc se tuer plutôt que de se rendre; sur Saipan et Okiwana, une grande majorité de la population civile se suicide ou se tue les uns les autres avant la victoire américaine. Les Japonais capturés à Saipan sont souvent terrifiés par leurs gardiens, en particulier les soldats noirs, bien que ce ne soit pas uniquement dû à la propagande mais parce que beaucoup n'ont jamais vu de Noirs auparavant. La demande de reddition inconditionnelle est fortement exploitée. Les prisonniers interrogés indiquent que cette propagande est largement admise et donc que les gens résisteront jusqu'à la mort.
Circulent également des histoires de soldats américains assassinant des prisonniers de guerre allemands, indépendamment de l'exactitude de ces rapports.
Il est fait grand cas de la mutilation de morts de guerre japonais par des soldats américains, en omettant de signaler que de tels actes sont condamnés par les autorités militaires et religieuses en Amérique. Il est rapporté que l'avant-bras d'un soldat japonais est offert en cadeau au président Roosevelt mais pas qu'il le refuse et plaide en faveur d'une sépulture décente.
Dans la propagande américaine, il est donné beaucoup d'importance à la dévotion des Japonais à la mort. Quelques soldats attaquent des civils croyant qu'ils ne se rendront pas, ce qui en retour alimente la propagande japonaise relativement aux atrocités américaines.
Même avant que les tracts américains n'avertissent de la grande puissance des explosions atomiques, les journaux commentant les attaques atomiques indiquent que les bombes ne peuvent pas être prises à la légère; The Nippon Times signale que l'intention est clairement de tuer de nombreux innocents, de mettre rapidement fin à la guerre et d'autres proclament qu'il s'agit d'un scandale moral.

#### À destination des pays occupés
De grandes campagnes d'affichages en Chine tentent de convaincre les Chinois que les Européens sont des ennemis, en particulier les Américains et les Britanniques. On y fait beaucoup référence au commerce de l'opium.
De même, les Philippines sont l'objet de propagande sur « l'exploitation américaine », « l'impérialisme américain » et la « tyrannie américaine » et les États-Unis sont blâmés pour avoir lancé la guerre. Les Philippins sont assurés qu'ils ne sont pas les ennemis du Japon et que les forces américaines ne reviendront pas. L'effet de cette propagande est considérablement affaibli par les actes de l'armée japonaise et les Philippins veulent bientôt que les Américains reviennent pour les libérer des Japonais. La propagande noire pose comme instructions américaine d'éviter les maladies vénériennes en ayant des rapports sexuels avec des femmes ou d'autres femmes philippines respectables plutôt qu'avec des prostituées.
Après la chute de Singapour, les Américains et les Britanniques sont envoyés comme prisonniers en Corée pour éliminer l'admiration que leur portent les Coréens. Des prisonniers de guerre épuisés, amenés en Corée comme travailleurs forcés, sont également contraints de défiler dans les rues pour montrer comment les forces européennes se sont effondrées.
Dans les pays occupés, les radios à ondes courtes attaquent les Européens, en particulier « l'Australie blanche » qui, proclament les émissions, pourrait soutenir 100 millions d'habitants au lieu des 7 millions d'alors si les Asiatiques industrieux étaient autorisés à la faire s'épanouir.
Les émissions et dépliants exhortent l'Inde à se révolter contre la domination britannique, maintenant que la Grande-Bretagne est distraite par le conflit mondial. D'autres dépliants et affiches, destinés aux forces alliées de différentes nationalités, tentent d'enfoncer un coin entre elles en attaquant d'autres pays alliés.

#### Antisémite
Cette hégémonie occidentale est présentée, parfois, comme étant orchestrée par les Juifs. Surtout dans les premières années de la guerre, une vague de propagande anti-juive est produite qui semble être l'effet de l'alliance avec les Nazis.

### Grande sphère de co-prosperité asiatique
Pendant la guerre, « l'Asie pour les Asiatiques » est un slogan très répandu mais compromis par le traitement brutal par les Japonais des pays occupés. Le slogan est employé au sein de la sphère de coprospérité de la grande Asie orientale, où le nouvel empire japonais est présenté comme un équivalent asiatique à la doctrine Monroe. Les régions de l'Asie, dit-on, sont aussi essentielles au Japon que l'Amérique latine l'est aux États-Unis.
Dans un premier temps, cet argument est très populaire, parce que plausible, parmi les nations occupées et les victoires japonaises sont d'abord acclamées en soutien de cet objectif. Beaucoup de Japonais restent convaincus, tout au long de la guerre, que la sphère est idéaliste et offrent des slogans dans un concours organisé par un journal, louant la sphère de ses efforts constructifs et pour la paix.

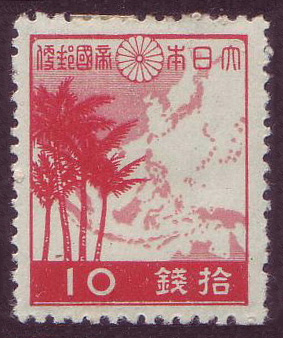
Carte de la Sphère de coprospérité de la grande Asie orientale.

Pendant la guerre avec la Chine, le Premier ministre du Japon Fumimaro Konoe annonce à la radio que le pays cherche seulement un nouvel ordre pour assurer la stabilité de l'Asie orientale, objectif malheureusement entravé parce que Chiang Kai-shek est une marionnette de l'Occident. L'échec à gagner la seconde guerre sino japonaise est imputé à l'exploitation britannique et américaine des colonies d'Asie du Sud pour fournir les Chinois, même si ces derniers reçoivent beaucoup plus d'aide de la part de l'Union soviétique.
Plus tard, des dépliants sont lâchés par avion sur les Philippines, la Malaisie et l'Indonésie, les exhortant à se joindre à ce mouvement. Des associations culturelles mutuelles sont fondées dans toutes les nations conquises afin de s'attirer les bonnes grâces des indigènes et essayer de supplanter l'anglais par le japonais comme langue d'usage. Des dépliants multilingues représentent de nombreux Asiatiques marchant ou travaillant ensemble dans une heureuse harmonie, avec les drapeaux de toutes les nations et une carte décrivant la sphère telle qu'elle est prévue. D'autres proclament qu'ils ont donné des gouvernements indépendants aux pays qu'ils occupent, prétention compromise par le manque de pouvoir donné à ces gouvernements fantoches. En Thaïlande, une rue est construite pour démontrer cette politique, rue destinée à être remplie de bâtiments et magasins modernes, mais les neuf dixièmes d'entre eux se composent de fausses façades.
La Conférence de la grande Asie orientale est très médiatisée. Tōjō accueille les délégués avec un discours faisant l'éloge de l'« essence spirituelle » de l'Asie par opposition à la « civilisation matérialiste » de l'Occident. Lors de cette conférence, Ba Maw déclare que son sang asiatique a toujours aspiré aux autres Asiatiques et que ce n'est pas le moment de penser avec l'esprit mais avec du sang et beaucoup d'autres dirigeants asiatiques soutiennent le Japon en termes de conflit de sang Orient contre Occident. L'oppression et les prétentions raciales japonaises minent lentement ce rêve.

#### Chine
En Chine, des tracts sont lâchés, faisant valoir que le « mandat du Ciel » a été clairement perdu de sorte que l'autorité se déplace vers les nouveaux dirigeants. La propagande mentionne également les bénéfices de la « Voie royale » (王道 wang tao ou, en Japonais odo) comme solution à la fois au nationalisme et au radicalisme.

#### Philippines
Les Philippines sont la première cible des forces japonaises après Pearl Harbor et des instructions aux propagandistes appellent à éveiller l'« esprit de l'Extrême-Orient » en les incitant au militarisme et à se battre aux côtés des Japonais. Des « Cartes de reddition » sont larguées pour permettre aux soldats de se rendre en toute sécurité en remettant une de ces cartes. Jorge B. Vargas, président du Comité exécutif du Conseil d'État provisoire des Philippines, signe un des tracts lâchés qui appellent à la capitulation.

#### Corée
La Corée est colonisée depuis une trentaine d'années et le gouverneur général du Japon annonce son plaisir à constater ses progrès économique et assure aux Coréens que cela s'est produit en seulement trente ans à cause de la façon dont leurs gouverneurs généraux se sont consacrés au bénéfice de cette péninsule colonisée.
Les Japonais tentent de coopter les Coréens, les exhortant à se considérer comme faisant partie, avec le Japon, d'une « race impériale » et en se présentant même comme les sauveurs d'une nation trop longtemps à l'ombre de la Chine. Cependant, les Coréens de souche perdent leurs domaines, leur société et leurs positions, ce qui encourage la résistance.

#### Inde
La bataille d'Imphal a lieu en partie pour montrer l'Armée nationale indienne aux Indiens, dans l'espoir de provoquer une révolte contre le raj britannique.

### Auto-défense
La propagande déclare que la guerre a été imposée aux Japonais et que ceux-ci se sont trouvés placés dans une situation d'auto-défense. Dès l'incident de Mukden, les médias propagent sans réserve la version que les Chinois ont causé l'explosion, attaquant de fait les droits et les intérêts du Japon, et que donc les Japonais doivent défendre leurs droits, même au prix de grands sacrifices. Cet argument est présenté à la Société des Nations : les Japonais essaient seulement d'empêcher les activités anti-japonaises du Guomindang.
Avant l'attaque sur Pearl Harbor, les journaux rapportent qu'à moins que les négociations ne s'améliorent, le Japon sera forcé de s'engager dans des mesures d'auto-défense. De fait, après l'attaque, la propagande japonaise à destination des forces américaines opèrent sur l'hypothèse que l'attaque de Pearl Harbor sera considérée comme un acte de défense qui leur a été imposé par « Roosevelt et sa clique ».

### Victoires
À des fins de propagande, les défaites sont présentées à domicile comme de grandes victoires. On fait beaucoup de cas des 2 600 années de l'histoire du Japon sans défaites. Les guerres de 1895 et 1904 sont présentées par les historiens comme de magnifiques triomphes plutôt que des conflits remportés de justesse. Pendant longtemps, les forces armées japonaises s'accrochent à la croyance qu'une série de victoires finira par suffisamment démoraliser les Américains pour qu'ils acceptent une paix négociée.

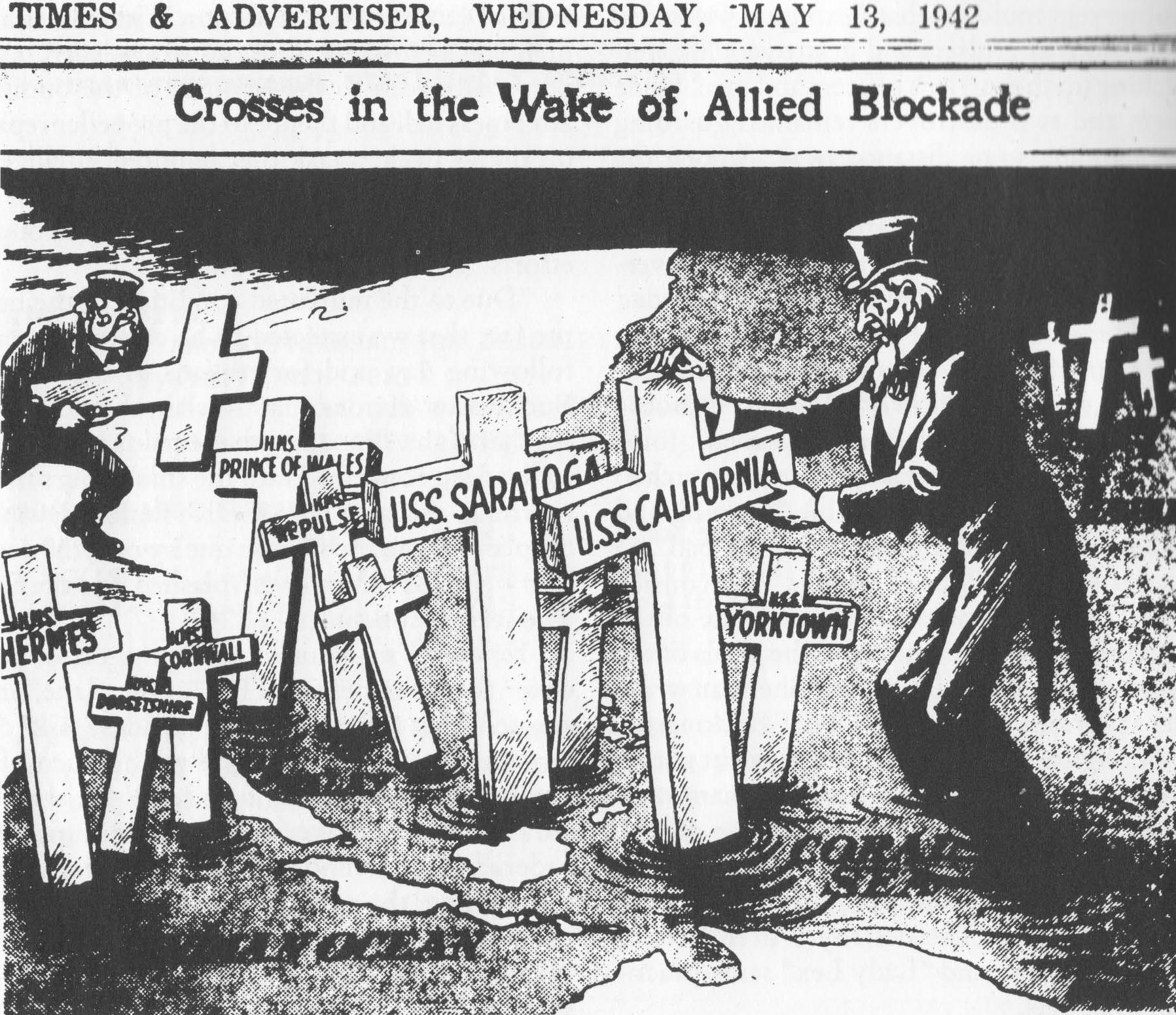
Le journal de langue anglaise Japan Times & Advertiser représentent Oncle Sam et Winston Churchill érigeant des stèles funéraires pour les navires que la Marine impériale japonaise affirme avoir coulés.

Cela commence avec les déclarations sur la guerre en Chine. Cela continue avec l'allégresse des journaux relativement à l'attaque de Pearl Harbor et se poursuit avec la série initiale de succès japonais. Cela produit une exubérance parmi les masses qui ne se préparent pas pour une longue guerre mais les suggestions que la joie soit tempérée sont écartées. Même au cours des premières étapes, des prétentions démesurées sont avancées, comme celle selon laquelle Hawaii est en danger de mourir de faim, même si les sous-marins japonais ne mènent pas de raids sur les navires de commerce comme cela serait nécessaire pour parvenir à ce résultat. La prise de Singapour est triomphalement déclarée être décisive pour la situation générale de la guerre. Le raid de Doolittle produit un choc considérable et de grands efforts sont faits pour en contrer l'impact. L'armée, après quelques victoires, commence manifestement à croire sa propre propagande. Très peu de déclarations laissent même entendre que plus d'efforts sont nécessaires avant la victoire définitive.
La résistance prolongée à Bataan est en partie permise par des ordres qui mettent en avant la nécessité d'une victoire spectaculaire pour les arguments de la propagande, avec pour conséquence que les forces japonaises prennent Manille alors que les forces américaines s'y retranchent. La résistance américaine acharnée à Corregidor conduit à des déclarations occasionnelles que sa défaite est proche, suivies par des semaines de silence. La bataille de la mer de corail est présenté comme une victoire plutôt qu'une issue indécise, exagérant les pertes américaines et sous-estimant les pertes japonaises. De fait, elle est présentée comme un triomphe sans partage plutôt qu'une victoire tactique marginale à laquelle elle pourrait raisonnablement prétendre. Des déclarations sont faites selon lesquelles la bataille a jeté la panique parmi les Américains quand en fait la propagande proclame également qu'il s'agit d'une victoire.
L'attaque sur Midway devient cruciale après le raid de Doolittle qui s'est glissé à travers le périmètre défensif de l'archipel et, tout en ne causant pas de graves dommages, a humilié le Japon et créé des difficultés pour la propagande. La défaite manifeste à la bataille de Midway prolonge ce modèle.
Les journaux sont informés des dommages subis par les Américains tandis que les pertes japonaises sont entièrement passées sous silence. Les survivants des navires perdus sont tenus au silence et affectés sur des fronts éloignés pour empêcher que la vérité commence à être connue. Même Hideki Tōjō n'est pas informé de la vérité jusqu'à un mois après la bataille.
Le mot « retraite » n'est jamais utilisé, même pour les troupes. En 1943, l'armée invente un nouveau verbe, tenshin, « marcher ailleurs », pour éviter de parler des forces comme faisant retraite. Les Japonais qui utilisent le terme « retraite stratégique » sont mis en garde de ne pas le faire. Une des raisons de l'exécution de membres d'équipages américains capturés est de cacher leur présence, preuve que les forces japonaises se replient.
À l'époque de la campagne de Guadalcanal, les journaux ne font plus leurs unes avec des rapports de victoires mais font mention des histoires dans les batailles en Europe et la Sphère de coprospérité, mais quelques batailles doivent être présentées comme des victoires. Les journalistes rédigent des articles comme si le Japon gagnait. Les autorités japonaises publient des comptes-rendus vantant les pertes infligées avant la retraite. La bataille des Salomon orientales est rapportée non seulement en exagérant les dommages américains, mais en faisant valoir que le porte-avions Hornet a été coulé, pour se venger de son rôle dans le raid de Doolittle alors qu'en fait le Hornet n'a pas participé à la bataille. La bataille des îles Santa Cruz, qui constitue effectivement une victoire tactique pour les Japonais, est aussi un gain de temps pour les Américains à Guadalcanal, lesquels infligent de lourdes pertes à l'aviation japonaise; elle est considérée comme si importante qu'elle est saluée dans un rescrit impérial.

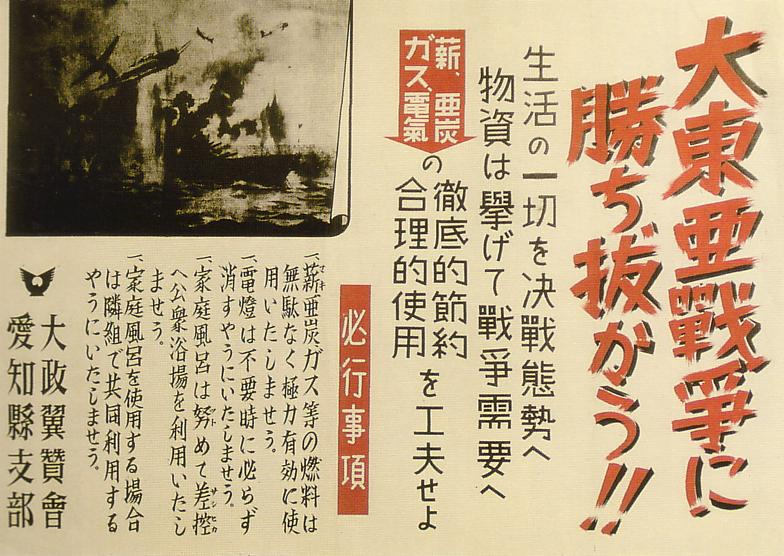
« Gagnons la guerre de la grande Asie orientale ».

À partir de 1943 cependant, la population japonaise est consciente de la différence marquée entre la propagande grossière et les faits. La mort de Isoroku Yamamoto inflige un coup sévère suivi de la défaite à la bataille d'Attu que la propagande ne peut transformer en une source d'inspiration.
Les rapports de la bataille de Saipan se concentrent sur l'esprit combatif et les lourdes pertes américaines mais, pour ceux qui sont familiers avec la géographie, cela montre que les combats progressent lentement vers le nord au fur et à mesure de l'avance des forces américaine et les rapports cessent avec la bataille finale qui n'est pas mentionnée. Les rapports de la propagande sur un prétendu « anéantissement » n'empêchent pas les forces américaines de continuer à se battre. En outre, les journaux sont autorisés à spéculer sur l'avenir de la guerre tant qu'ils ne prédisent pas la défaite ou ne manifestent pas autrement une quelconque forme de déloyauté ; la vérité peut être discernée au travers de leurs présupposés.
Après que la défaire de Saipan a conduit à la démission de Tōjō comme Premier ministre, un compte rendu exact de la chute de Saipan est publié par l'armée et la marine, y compris la perte presque totale de tous les soldats et civils japonais sur l'île, et l'utilisation de « balles humaines », ce qui conduit beaucoup à conclure que la guerre est perdue. Ceci est le premier rapport de guerre non censuré publié depuis 1938 pendant la guerre avec la Chine. La simultanée et désastreuse bataille de la mer des Philippines est toujours occultée de manière traditionnelle. Une bataille au large de Formose est déclarée victorieuse et un jour férié accordé alors que les Américains ont infligé de lourds dommages et soustrait à l'armée de l'air japonaise des avions nécessaires pour défendre les Philippines. Des pilotes inexpérimentés signalent des attaques destructrices sur les navires de la Troisième flotte des États-Unis peu avant la bataille de Leyte, rapports qui sont pris pour argent comptant alors que les pilotes n'ont en fait pas coulé un seul navire. Les premières attaques suicides sont également présentées comme des succès ayant causé des dommages, en contradiction avec les faits.
Un B-29 abattu est exposé en vantant qu'il s'agit d'un parmi des centaines.

## Paix
Après que la proposition de capitulation a été faite, Kōichi Kido montre à l'empereur les tracts américains mentionnant l'offre et déclare que des soldats mal informés pourraient commencer un soulèvement si le texte leur tombait entre les mains. Le Cabinet convient que la proclamation doit venir de l'empereur lui-même, mais à titre de concession à sa position, il est décidé d'en faire un enregistrement plutôt qu'une diffusion en direct. L'incident de Kyūjō, qui essaye d'en empêcher la diffusion, se termine par un échec.

## Source de la traduction
- (en) Cet article est partiellement ou en totalité issu de l’article de Wikipédia en anglais intitulé « Japanese propaganda during World War II » (voir la liste des auteurs).